# Giulio Mancini
Giulio Mancini (* 21. Februar 1559 in Siena; † 22. August 1630 in Rom) war ein italienischer Arzt, Kunsttheoretiker und Biograph vorrangig italienischer Künstler. Sein Hauptwerk stellen die Considerazioni sulla pittura dar, die erst im 20. Jahrhundert ediert wurden, jedoch bereits im frühen Seicento handschriftlich kursierten und rezipiert wurden. Die Schrift ist insbesondere eine Hauptquelle für die Biographien der Maler Caravaggio und Annibale Carracci.

## Leben
Giulio Mancini wurde 1559 als Sohn des Arztes Bartolomeo di Niccolò und Camilla di Francesco Mucci geboren. Seine schulische Ausbildung in Siena erhielt er bei den Jesuiten und wahrscheinlich nahm er 1576 noch in derselben Stadt ein Studium auf. In diesen Jahren dürfte er bereits in Kontakt mit dem Kunstsammler Ippolito Agostini gestanden haben, für den Mancini nach seiner studienbedingten Übersiedelung nach Padua mehrere Kunstwerke nach Siena schickte. Ein in Siena aufbewahrtes Konvolut von Vorlesungsmitschriften stammt mit hoher Wahrscheinlichkeit aus Mancinis Zeit in Padua. Neben der Korrespondenz mit seinem älteren Bruder Deifebo sind vor allem rege Kontakte mit dem Paduaner Medizinprofessor Girolamo Mercuriale dokumentarisch überliefert. Mancini übernahm auch die Redaktion für die Druckausgabe von Mercuriales heilkundlicher Abhandlung über die Körperpflege (De decoratione liber, 1587), die auf medizinischen Vorlesungen an der Universität Padua beruhte und u. a. ein Konzept zur Erklärung von Körperfarben enthielt, das später Mancinis kunsttheoretische Schriften beeinflusste.
1584 wechselte Mancini nach Bologna, wo er unter anderem mit Gaspare Tagliacozzi und Ulisse Aldrovandi in regem Kontakt stand, letzterem übereignete er einen (verschollenen) Pflanzentraktat. 1586 kehrte er zunächst nach Siena zurück, ist jedoch schon im Folgejahr wieder in Bologna nachweisbar. Am 31. Januar 1587 verteidigte er seine Dissertation, am 8. Juni dieses Jahres wurde er zum Arzt im Sieneser Konvent Santo Spirito ernannt und noch im selben Jahr auf einen neugeschaffenen Lehrstuhl an der Universität Siena berufen. Aus dieser Zeit stammen zahlreiche medizinische Schriften, die sich allerdings nur handschriftlich – teilweise auch in Mitschriften oder Kopien – erhalten haben.
Zwischen 1590 und 1591 war Mancini eingekerkert. Wahrscheinlich wegen der – von der Forschung ungeklärten – Hintergründe der Haft, doch auch aufgrund der Verläufe der Pest ließ er sich danach zunächst in Viterbo, später in Rom nieder. Ende 1592 erhielt er den Posten eines Mediziners im römischen Krankenhaus Santo Spirito in Sassia. In Rom befreundete er sich schnell mit zahlreichen Kardinälen wie Francesco Maria Del Monte an, die für ihre Kunstpatronage bekannt sind; Giulio Mancini interessierte sich insbesondere für die Werke von Caravaggio. In seinen römischen Jahren baute Mancini selbst eine nicht unbedeutende Sammlung von Kunstwerken auf: In seiner Galerie sind neben Werken Caravaggios unter anderem Gemälde von Federico Barocci, Giuseppe Cesari, Annibale und Antonio Carracci, Domenichino, Giovanni Lanfranco und Guido Reni belegt. Mit zahlreichen dieser Künstler stand Mancini in direktem Kontakt, ebenso wie mit weiteren berühmten Sammlern seiner Zeit wie Cassiano Dal Pozzo oder Vincenzo Giustiniani.
Zahlreiche Schriften Mancinis zur Medizin, doch auch zur Politik, Astrologie, der Ehre, der Liebe oder dem Wesen des Cortegianos sind aus den Jahren in Rom erhalten oder zumindest dem Titel oder Gegenstand nach belegt. Seinen bedeutsamsten Traktat bilden jedoch die Considerazioni sulla pittura (Überlegungen zur Malerei), die zwar erst 1956 und 1957 ediert wurden, doch schon von Zeitgenossen wie Giovanni Pietro Bellori, Carlo Cesare Malvasia und Filippo Baldinucci rezipiert wurden. Die erste Phase der Niederschrift bilden die Jahre 1617 bis 1619 (noch unter dem Titel Discorso di pittura), anschließend überarbeitete Mancini selbst den Text mehrfach (mindestens bis in das Jahr 1628), so dass die Considerazioni heute in verschiedenen Redaktionen überliefert sind, die sich wiederum in zahlreichen Abschriften und Kopien erhalten haben. Neben den zahlreichen faktischen Informationen, die in diesem Traktat enthalten sind, liegt die Bedeutung der Considerazioni auch in ihrer Textgestaltung. Sie unterscheidet sich von den Vorläufern der Kunstliteratur des Cinquecentos, da sie gezielt Dilettanten und Kunstsammler anspricht und diesen Leserschichten das Handwerkszeug vermittelt, um Kunst zu beurteilen und zu klassifizieren, damit sie auf diese Weise eine Kunstsammlung aufbauen können.
Am 9. August 1623 wurde Giulio Mancini zum Leibarzt des neugewählten Papstes Urban VIII. ernannt, in den Folgejahren erhielt er zudem zahlreiche kirchliche Würdetitel und Pfründen. Er starb am 22. August 1630 und wurde am darauffolgenden Tag in der Kirche Santi Vincenzo e Anastasio beerdigt, im April 1633 wurde sein Körper, dem testamentarischen Wunsch des Verstorbenen folgend, nach Siena überführt und dort in der Familienkapelle in San Martino bestattet.

## Schriften (in Auswahl)
- Viaggio per Roma. Hrsg. von Ludwig Schudt. Klinkhardt & Biermann, Leipzig 1923.
- Considerazioni sulla pittura. Hrsg. von Adriana Marucchi mit Kommentar von Luigi Salerno. Accademia Nazionale dei Lincei, Rom 1956–1957.